# Schlacht von El Teb (1883)
 Aba – Dschebel Gedir I – Sennar I – Dschebel Gedir II – al-Ubayyid I – al-Ubayyid II – Sennar II – Sinkat – El Teb I – Scheikan – El Teb II – El Teb III – Tamanieh – Khartum – Abu Klea – Gallabat – Toski – Firket – Atbara – Omdurman – Umm Diwaykarat
Die Schlacht von El Teb, auch bezeichnet als Erste Schlacht an der Küste, fand im Zuge des Mahdi-Aufstandes statt. In dieser besiegten die Mahdisten am 4. November 1883 bei den Brunnen von El Teb eine ägyptische Truppe, die zum Entsatz der von den Mahdisten belagerten Stadt Tokar entsendet wurde.

## Bezeichnung
Während des Mahdi-Aufstands fanden bei El Teb drei Schlachten statt. Zwar handelt es sich bei der hier beschrieben Schlacht um die erste dieser drei Schlachten, jedoch ging die zweite dort stattfindende Schlacht vom 4. Februar 1884 als Erste und die dritte Schlacht vom 29. Februar 1884 als Zweite Schlacht von El Teb in die Geschichte ein. Von den Mahdisten wurden die Schlachten von El Teb beginnend mit der Schlacht vom 4. November 1883 jeweils als Schlacht an der Küste mit der chronologisch entsprechenden Ordnungszahl bezeichnet.

## Hintergrund
Muhammad Ahmad, der Anführer des gegen die ägyptische Administration im Sudan gerichteten Aufstandes, entsandt im Mai 1883 von Obeid aus Osman Digna in den Osten Sudans mit dem Auftrag die dort beheimateten Bedscha-Stämme zu bewegen, sich dem Aufstand anzuschließen. Nur allmählich gelang es Osman Anhänger zu gewinnen. Schließlich vermochte er Tahir al-Majdhūb zu überzeugen, sich dem Aufstand anzuschließen, der als Repräsentant des religiösen Ordens der Majdhūbīya einen bedeutenden Einfluss auf die Bedscha besaß. Die ersten Gefechte gegen die Ägypter gingen bei Sinkat und Gebab jedoch verloren, so dass Osmans Auftrag bereits in der Anfangsphase zu scheitern drohte. Als der ägyptische General-Gouverneur (mudīr umum) von Ost-Sudan, Sulayman Pascha Nyazi, weiteres militärisches Vorgehen gegen Osman Digna einstellte, mit der Absicht, den Aufstand mit diplomatischen Mitteln einzudämmen, gewann Osman stark an Zulauf durch die lokalen Stämme, da diese Sulaymans zaghaftes Vorgehen als Schwäche der ägyptischen Administration auslegten. Mit diesem Zuwachs an Anhängern ging die Initiative allmählich an Osman über.
Osman beabsichtigte die Stadt Tokar zu erobern. Tokar liegt ca. 90 km südlich von Sinkat und befindet sich in einer Schwemmebene, dem Flussdelta des Khor Baraka (Tokardelta), die damals zum Anbau von Getreide genutzt wurde. Die Gegend um Tokar bildete an der Küste des Roten Meeres die einzige zuverlässige Quelle für Getreide und war daher für die Nahrungsmittelversorgung der Region sehr bedeutend. Osman errichtete bei Tamanib sein Hauptquartier und ließ Sinkat durch Alī Tallāb bin Muhammad belagern. Für die Eroberung Tokars entsandt er Ende September oder Anfang Oktober 1883 (Ende Dhū l-Qaʿda 1300 AH) Khidr bin Alī, dem es dort mithilfe eines Empfehlungsschreibens von Tahir al-Majdhūb gelang, die Stämme der Arteiga und der Kumeilab zu überzeugen, sich dem Aufstand anzuschließen. Da die ägyptische Garnison in Tokar sich weigerte vor den Mahdisten zu kapitulieren, ließ Khidr die Stadt belagern. Ein Teil seiner Krieger stellte er jedoch unter dem Befehl von Abdallāh bin Hāmid ab, um sich vor Bedrohungen von der nahe gelegenen Küste aus abzusichern.
Mahmud Pascha Tahir, seit Oktober 1883 Oberbefehlshaber der ägyptischen Truppen in der Provinz Ost-Sudan, gelang es Anfang November 1883 den vorsichtigen Sulayman Pascha zu überzeugen, von Suakin aus Truppen nach Tokar zu entsenden, um die Stadt von der Belagerung zu befreien. Aufgrund mangelnder Wasserquellen auf der Landroute nach Tokar, sollte die Truppe zunächst über den Seeweg nach Trinkitat, ca. 30 km nördlich von Tokar gelegen, transportiert werden, um von dort aus nach Tokar vorzustoßen. Für die Expedition wurden ca. 500 Soldaten und eine Kanone bereitgestellt. Zum Befehlshaber wurde Mahmud Pascha ernannt. Der Expedition schloss sich der britische Konsul von Suakin, Lynedoch Moncrieff, an. Der Grund für seine Teilnahme ist nicht bekannt und geschah ohne Auftrag oder Einwilligung der britischen Regierung. Ägypten war zwar infolge des Anglo-Ägyptischen Krieges von Großbritannien besetzt, jedoch weigerte sich die britische Regierung zu diesem Zeitpunkt noch Ägypten beim Kampf gegen die Mahdisten zu unterstützen.

## Verlauf
Am 3. November 1883 verließ die ägyptische Truppe Suakin auf zwei Dampfschiffen und erreichte Trinkitat am Morgen des 4. Novembers. Die Truppe machte sich sogleich nach Tokar auf. Auf dem Weg lag der Brunnenplatz El Teb, wo Abdallāh bin Hāmid mit ca. 600 Kriegern lagerte. Dort nach anderthalb Stunden langen Marsch angekommen, ließ Mahmud seine Truppe sich in Karreeformation aufstellen und befahl das Feuer auf die Mahdisten zu eröffnen. Die lediglich mit Knüppeln und Speeren bewaffneten Mahdisten stürmten auf die Ägypter zu. Als es den ersten Mahdisten gelang in die Formation einzudringen, brach bei den Ägyptern Panik aus. Die Formation löste sich auf und die ägyptischen Soldaten, darunter auch Mahmud Pascha, flohen vom Schlachtfeld. Die Überlebenden, die Trinkitat erreichen konnten, bestiegen die Transportschiffe und fuhren mit diesen nach Suakin zurück.
Die Ägypter verloren nach eigenen Angaben 11 Offiziere, 142 (reguläre) Soldaten und 6 Başı Bozuks. Der Großteil von ihnen ist auf der Flucht umgekommen. Unter den Verlusten befand sich auch der britische Konsul Lynedoch Moncrieff. Osman Digna gab die ägyptischen Verluste mit ca. 400 Toten und die eigenen Verluste mit 27 Toten an. Die Mahdisten gelangten durch den Sieg in Besitz der von den Ägyptern mitgeführten Kanone sowie von 300 Gewehren und 50.000 Patronen.

## Folgen
Angekommen in Suakin weigerte sich Mahmud Pascha Tahir lange das Schiff zu verlassen, mit dem er von Trinkitat geflohen war. Für sein Verhalten während der Schlacht wurde er später von einem Militärgericht verurteilt.
Die britische Regierung entsandte zum Schutz der britischen Bürger das Kanonenboot HMS Ranger von Aden nach Suakin.
Ein weiterer Entsatzversuch Tokars schlug am 4. Februar 1884 ebenso fehl (Erste Schlacht von El Teb), worauf die ägyptische Garnison in Tokar vor den Mahdisten kapitulierte. Einer britischen Armee unter dem Befehl von Gerald Graham gelang es jedoch wenige Wochen später die Mahdisten bei El Teb zu schlagen und Tokar zu evakuieren (Zweite Schlacht von El Teb). Die Stadt wurde nach Abzug der britischen Truppen am 4. März 1884 von den Mahdisten nicht wieder in Besitz genommen und blieb brach liegen bis anglo-ägyptische Truppen am 19. Februar 1891 Tokar besetzten.